# Confrérie des Bastians
La confrérie des Bastians, ou confrérie des Bons maris est un ensemble vocal de la ville d’Estavayer-le-Lac, en Suisse

## Histoire
Au Moyen Âge, Estavayer comptait plusieurs corporations ou abbayes. Celle de Saint Sébastien, ou des Bastians, fondée en 1582, réunissait à l’origine les tireurs d’Estavayer. Elle fut dotée d'un drapeau par François-Louis-Blaise d'Estavayer-Mollondin, gouverneur de Neuchâtel et de Valangin. En 1830, la Société des Carabiniers a été fondée mais les Bastians ne disparaissent pas complètement pour autant : après une pause entre 1847 et 1857, leur confrérie se constitue à nouveau.
Pour assurer leur survie et accueillir de nouveaux membres, les Bastians ont consenti à certaines adaptations : on a notamment accepté des fils de confrères avant que ceux-ci ne décèdent. Autre signe d’évolution relatif à la société actuelle, les Bastians ne vivent pas forcément à Estavayer, contrairement à leurs prédécesseurs ; la moitié environ sont des « extra-muros ».

## Organisation
Pour être admis parmi les Bastians, il faut justifier de 40 années de bourgeoisie à Estavayer.
Tous les trois ans un nouveau gouverneur est élu à sa tête lors de l’assemblée générale qui a lieu le 6 janvier, jour des Rois. Selon les statuts, la fête officielle de la confrérie est célébrée chaque année le dimanche qui suit le 20 janvier, date de la Saint Sébastien. Son programme est immuable : tir à l’arbalète (saint Sébastien est le patron des tireurs), messe à l’église paroissiale, assemblée, repas et défilé en chanson dans la ville au rythme des fifres et des tambours avec haltes sur la place des Bastians, pour entonner le chant traditionnel. Deux particularités propres à cette journée : le code vestimentaire, on porte ce jour-là manteaux et chapeaux, et, durant le banquet, on se confesse au gouverneur.

## Sources
- « Bastians », sur fr.ch
- Robert Loup (non paginé), Estavayer-le-Lac, Estavayer-le-Lac, Société de développement; Butty, 1955.
- [vidéo] Georges Losey, Les Us et Coutumes staviacoises, 2007, (DVD).